# Гудурвил
Гудурвил (фр. Goudourville) насеље је и општина у јужној Француској у региону Миди Пирене, у департману Тарн и Гарона која припада префектури Кастелсаразен.
По подацима из 2011. године у општини је живело 908 становника, а густина насељености је износила 80,57 становника/km². Општина се простире на површини од 11,27 km². Налази се на средњој надморској висини од 130 метара (максималној 182 m, а минималној 57 m).

## Демографија
| 1962. | 1968. | 1975. | 1982. | 1990. | 1999. | 2011. |
| ----- | ----- | ----- | ----- | ----- | ----- | ----- |
| 436   | 505   | 553   | 735   | 811   | 837   | 908   |

График промене броја становника у току последњих година